# Personalsystem
Personalsystem är ett begrepp för dataprogram vars syfte är att optimera arbetet för anställd personal. Personalsystem omfattas av det större begreppet affärssystem, då det är verksamhetsstödjande system med ibland liknande funktionalitet.
Personalsystem har ofta stöd för följande funktioner:
- Schemaplanering
- Tidrapportering
- Frånvarohantering
- Lön
- Rekrytering
- Anställningsuppgifter
- Kompetenshantering

## Bakgrund
I många branscher är personalsystemets syfte att tillsätta rätt medarbetare med rätt kompetens till rätt arbetsuppgift vid rätt tidpunkt. Då systemet i dessa branscher kommer hantera arbetsschemat blir det i många fall även naturligt att i samma system hantera även tidrapportering, och i förlängningen även lön. Under senare år har personalsystemen blivit mer decentraliserade där medarbetarna gör mer av arbetet med omplanering, frånvarohantering, etc, ofta i appar som personalen sköter med smart phones.
Marknaden för personalsystem är fortfarande relativt ung. Under 1980- och 1990-talet var fokus istället inriktat på områden som SCM (Supply Chain Management), PPS (produktionsplaneringssystem) och affärssystem. Då personalkostnaderna blivit en allt större del av den totala kostnadsmassan har fokus successivt skjutits över mot personalfrågor. I alla personalintensiva branscher har personalsystem blivit en viktig faktor för näringslivet.

## Programvaror
I dess enklaste form sköts personalplanering med kalkylblad och tidrapporteringsystem. Detta resulterar ofta i extra övertidskostnader och oproduktiv tid mellan arbetspass. I mer avancerade system kan schemaplaneraren konstruera ett schema som utgår från kända faktorer som t.ex. försäljning vid liknande historisk tidpunkt, och därmed kommer närmare det faktiska behovet. Samtidigt hjälper ofta personalsystemen till med att övervaka att lagstiftning och anställningsavtal följs. Just schemaplaneringen är en viktig aspekt i personalsystemet. En optimal schemaplanering uppnås genom att försöka förutspå efterfrågan i förväg genom analys av historisk data av olika slag.